# Theronia brunettea
Theronia brunettea är en stekelart som beskrevs av Gupta 1962. Theronia brunettea ingår i släktet Theronia och familjen brokparasitsteklar. Inga underarter finns listade i Catalogue of Life.